# Grzybówka brązowofioletowa
Grzybówka brązowofioletowa (Mycena pearsoniana Dennis ex Singer) – gatunek grzybów z rodziny grzybówkowatych (Mycenaceae).

## Systematyka i nazewnictwo
Pozycja w klasyfikacji według Index Fungorum: Mycena, Mycenaceae, Agaricales, Agaricomycetidae, Agaricomycetes, Agaricomycotina, Basidiomycota, Fungi.
Po raz pierwszy takson ten opisali w 1959 r. Richard William George Dennis i Rolf Singer pod jodłami Synonim: Mycena pearsoniana Dennis 1955.
Maria Lisiewska w 1987 r. podała polską nazwę grzybówka Pearsone’a, Władysław Wojewoda w 2003 r. zmienił ją na grzybówka brązowofioletowa.

## Morfologia
Kapelusz
Średnica 5–20 mm, początkowo półkulisty do dzwonkowatego lub parabolicznego, z wiekiem spłaszcza się, staje się płasko-wypukły lub nieco wklęsły, mniej lub bardziej promieniście prążkowany, półprzezroczysty, o zmiennym zabarwieniu, początkowo bardzo ciemny, purpurowobrązowy do różowawego, a następnie staje się blady, daktylowo brązowy lub żółtawobrązowego z liliowym lub różowawym odcieniem, lub całkowicie różowawy, z jednokolorowym lub jaśniejszym brzegiem. Jest higrofaniczny; w stanie wilgotnym nagi, lekko kleisty.
Blaszki
W liczbie 18–31 dochodzących do trzonu, szeroko przyrośnięte do nieco zbiegających, gładkie lub nieco postrzępione, początkowo szarofioletowe, stopniowo stają się bardziej brązowawe z lekkim liliowym odcieniem. Ostrza tej samej barwy.
Trzon
Wysokość 25–65(–90), grubość 1–2,5 mm, kruchy, pełny, cylindryczny, u dołu równy lub nieco rozszerzony. Powierzchnia gładka, górą owłosiona do kłaczkowato-owłosionej, niżej naga, początkowo dość ciemnofioletowa z lekkim brązowawym odcieniem, później raczej blado liliowo brązowa do blado cielistej, podstawa słabo pokryta długimi, grubymi, białawymi włóknami.
Cechy mikroskopowe
Podstawki 22–27 × 6,5–7 µm, maczugowate, 4-zarodnikowe. Zarodniki 6–9 × 3,5–4,5 µm, Qav=1,6, w kształcie czopka, nieamyloidalne. Cheilocystydy 30–80 × 6–12,5 µm, tworzące sterylną warstwę, maczugowate, cylindryczne do półwrzecionowatych, gładkie, z tępymi wierzchołkami. Pleurocystyd brak. Trama blaszek dekstrynoidalna. Skórka kapelusza zbudowana ze strzępek o szerokości 1,5–4,5 µm, gładkich, w dolnej warstwie osadzonych w galaretowatej substancji. Strzępki warstwy korowej trzonu o szerokości 2–3,5 µm, gładkie. Kaulocystydy 27–62 × 6–12,5 µm, maczugowate do wrzecionowatych, gładkie. Sprzążki obecne we wszystkich tkankach.

## Występowanie i siedlisko
Najwięcej stanowisk grzybówki brązowofioletowej podano w Europie, ale występuje także w Ameryce Północnej i Południowej, Azji i Afryce. Władysław Wojewoda w zestawieniu grzybów wielkoowocnikowych Polski w 2003 r. przytoczył 2 stanowiska z uwagą, że jej częstość występowania i stopień zagrożenia nie są znane. W latach późniejszych podano następne stanowiska.
Grzyb saprotroficzny. Występuje pojedynczo lub w grupkach na próchnicznej, liściastej ziemi, wśród ziół, pod krzewami lub drzewami liściastymi, rzadziej pod drzewami iglastymi, często na siedliskach dość wilgotnych. Nierzadko spotykany w alpejskich zbiorowiskach krzewiastej wierzby. Owocniki tworzy od lata do jesieni.